# 上頓斯科耶區
49°48′N 41°08′E / 49.800°N 41.133°E
上頓斯科耶區（俄语：Верхнедонской район），是俄羅斯的一個區，位於該國西南部，由羅斯托夫州負責管轄，面積2,675平方公里，2010年人口20,441，人口密度每平方公里7.64人。